# Ja tu rządzę
Ja tu rządzę – polski film fabularny z 1939 roku w reż. Mieczysława Krawicza. Komediofarsa, która nie zdążyła wejść na ekrany przed wybuchem wojny. Niemiecki okupant dopuścił do jej premiery 23 grudnia 1941. Pierwowzór: dramat Wincentego Rapackiego pt. Pani majstrowa.

## Fabuła
Głównym bohaterem filmu jest młody i przystojny hrabia Józio Lulewicz, prowadzący beztroski i hulaszczy tryb życia. Pewnego ranka, wracając z nocnej hulanki, rozbija szybę w warsztacie szewskim na warszawskim Starym Mieście.
Przyjaciel, kompozytor Wacław, namawia Józia na założenie teatru i sfinansowanie tej inwestycji, w wysokości 20 000 zł. Te pieniądze Józio musi uzyskać od matki, która jednak nie zgadza się wyasygnować ich na teatr. Dodatkowego zamieszania oraz komizmu dostarcza cały czas niezwykle roztargniony wuj Józia, hrabia Anatol Rzeszotarski.
Następnie Józio udaje się na miejsce swego porannego wybryku, aby zapłacić za straty, które spowodował. Na miejscu dowiaduje się, że poszkodowany szewc - Wirgiliusz Kopytkiewicz - poszukuje czeladnika. Hrabia, który nie umie wykonywać żadnej pracy, pod przybranym nazwiskiem zgłasza się do terminu, czyli podstawowej nauki zawodu. Chce w ten sposób wywołać skandal obyczajowy, by wymusić na matce wypłatę na teatr. Dołącza do zespołu szewców - śpiewaków. W zespole tym jest już jeden Józio, terminator szewski, który twierdzi, że: „Ja jestem hrabiowskie dziecko, tylko mnie Cyganie porwali i zamienili jak byłem w pieluszkach”. Dlatego Kopytkiewicz oświadcza, że będzie zwracać się do nowego Józia, Ignac.
Zamiary młodego hrabiego jednak nie idą zgodnie z planem. Okazuje się, że „twardą ręką” warsztatem rządzi piękna blond córka majstra Kopytkiewicza, Joasia. Dodatkowo zamożny klient warsztatu, prezes Żurek-Żurkowski ma wielką ochotę znaleźć się w arystokracji, poprzez ślub swojej córki Kici z Józiem. Z powodu zmiany imienia przez pracodawcę hrabiego, zwraca się jednak do niewłaściwego Józia, którego zaczyna gościć i swatać. Tymczasem hrabia Józio rezygnuje z pieniędzy matki i chce zostać u szewca, ponieważ zakochał się w Joasi. Hrabina Lulewiczowa robi wszystko, by nie dopuścić do mezaliansu, jednak okazuje się, że uczucie jej syna jest odwzajemnione.

## Obsada
- Zbigniew Rakowiecki – hrabia Józio Lulewicz
- Ina Benita – Joasia Kopytkiewiczówna, córka majstra szewskiego
- Józef Orwid – szewc Wirgiliusz Kopytkiewicz
- Mieczysława Ćwiklińska – hrabina Lulewiczowa, matka Lulewicza
- Władysław Grabowski – hrabia Anatol Rzeszotarski
- Stanisław Sielański – Józio, terminator szewski
- Ludwik Sempoliński – kompozytor Wacław
- Zygmunt Chmielewski – prezes Bonifacy Żurek-Żurkowski
- Janina Martini – Kicia Żurek-Żurkowska, córka prezesa
- Loda Niemirzanka – śpiewaczka Lolita
- Czesław Skonieczny – klient
- Amelia Rotter-Jarnińska – klientka
- Roman Dereń – lokaj Baptysta
- Zofia Wilczyńska – pokojówka Agnieszka
- Jan Ciecierski – lokaj prezesa Żurka-Żurkowskiego
- Gustawa Błońska – służąca hrabiego Rzeszotarskiego
- Jerzy Bielenia – birbant
- chór Dana – czeladnicy szewscy
- Ziemowit Karpiński – fotograf